# (100233) 1994 PL24
(100233) 1994 PL24 es un asteroide perteneciente al cinturón de asteroides, descubierto el 12 de agosto de 1994 por Eric Walter Elst desde el Observatorio de La Silla, Chile.

## Designación y nombre
Designado provisionalmente como 1994 PL24.

## Características orbitales
1994 PL24 está situado a una distancia media del Sol de 3,120 ua, pudiendo alejarse hasta 3,484 ua y acercarse hasta 2,756 ua. Su excentricidad es 0,116 y la inclinación orbital 27,03 grados. Emplea 2013 días en completar una órbita alrededor del Sol.

## Características físicas
La magnitud absoluta de 1994 PL24 es 14,4. Tiene 8,005 km de diámetro y su albedo se estima en 0,058.